# Pinacoteca Diógenes Duarte Paes
A Pinacoteca Diógenes Duarte Paes é um museu na cidade de Jundiaí, fundado em 2008. A instituição faz parte do Centro Jundiaiense de Cultura Josefina Rodrigues da Silva (Jorosil) e tem um acervo de 189 obras de artistas jundiaienses, brasileiros e internacionais.
O museu foi nomeado em homenagem a Diógenes Duarte Paes, seu patrono, mas também conta com obras de artistas como Cláudio Tozzi, Sérgio Romagnolo e Vicente Di Grado. Os itens que compõem o acervo foram doados principalmente pelo Conselho de Fiscalização Artística do Estado, com obras que foram premiadas em Salões Paulista de Belas Artes na década de 1960 e em Salões de Arte Contemporânea de Jundiaí, que aconteceram entre 1970 e 1980.
O local também abriga o Museu de Arte Didacta, a sala Professora Maria Albertina Bellini Peterson Leite, que tem capacidade para 100 pessoas, e uma biblioteca voltada para as artes visuais, com obras sobre artes.
A instituição localiza-se em um prédio projetado por Ramos de Azevedo, inaugurado em 1896, na Rua Barão de Jundiaí, e tombado pelo CONDEPHAAT.